# 박지수 (1985년)
박지수(1985 ~ )는 대한민국의 영화 배우, 겸 연극 연출가이다.

## 가족관계
박지수는 1985년 7월 10일  1남1녀 중 막내로 대구에서 태어났다.
배우자는 이연진이며 같은 극단 소속이다.
자녀로는 딸한명 있다.

## 배우 이력

### 연극&뮤지컬
| 연도   | 장르   | 재목                 | 배역      | 비고                            |
| 2017년 | 연극   | [유산게임]           | 백삼식 역 |                                 |
| 2017년 | 연극   | [무좀]               | 영만 역   | 제2회 대한민국 연극제낭독극열전 |
| 2016년 | 연극   | [춘천거기]           | 용덕 역   |                                 |
| 2016년 | 뮤지컬 | [꽃밭등 영웅들]      | 보부상 역 |                                 |
| 2016년 | 연극   | [너만모르는로맨스]   | 이지수 역 |                                 |
| 2016년 | 연극   | [여기가 집이다]      | 영민 역   | 제33회 대구연극제               |
| 2015년 | 연극   | [짜장면을 기다리며]  | 언니 역   |                                 |
| 2014년 | 연극   | [아트]               | 덕수 역   |                                 |
| 2013년 | 뮤지컬 | [죽음이 남긴 사랑꽃] | 백남수 역 |                                 |
| 2013년 | 연극   | [미친사람들]         | 박순경 역 |                                 |
| 2013년 | 연극   | [아빠들의 소꿉놀이]  | 꾸부정 역 |                                 |

### 영화
| 연도   | 장르 | 재목                          | 배역             | 비고                               |
| 2019년 | 영화 | [지나간자리]                  | 인사과직원 역    |                                    |
| 2019년 | 영화 | [첫번째 아이]                 | 용역직원 역      |                                    |
| 2019년 | 영화 | [조의봉투]                    | 남자 역          |                                    |
| 2019년 | 영화 | [씨네필]                      | 도서관사서 역    |                                    |
| 2019년 | 영화 | [앞머리]                      | 교사 역          |                                    |
| 2019년 | 영화 | [하수구]                      | 아빠 역          |                                    |
| 2019년 | 영화 | [어퍼 콜라보]                 | 사진작가 역      |                                    |
| 2019년 | 영화 | [관계에 가나다에 있는 우리는] | 노조원 역        |                                    |
| 2019년 | 영화 | [순례자의 조상]               | 경찰관 역        |                                    |
| 2019년 | 영화 | [미술관의 변명]               | 중년신사 역      |                                    |
| 2018년 | 영화 | [도파민]                      | 인형보호자 역    | 대구독립영화연말정산               |
| 2018년 | 영화 | [비스트]                      | 태국마약갱 역    |                                    |
| 2018년 | 영화 | [Behind the hole]             | 남자직원 역      |                                    |
| 2018년 | 영화 | [최고의 배우 박두호]          | 감독 역          |                                    |
| 2018년 | 영화 | [졸업]                        | 엄마 남자친구 역 |                                    |
| 2018년 | 영화 | [할머니의 외출]               | 회사원1 역       |                                    |
| 2018년 | 영화 | [소확행]                      | 동수 역          |                                    |
| 2018년 | 영화 | [섬]                          | 만취남1 역       |                                    |
| 2018년 | 영화 | [경원]                        | 조사원 역        |                                    |
| 2018년 | 영화 | [입문반]                      | 학생 역          |                                    |
| 2018년 | 영화 | [수성못]                      | 자살시도자2 역   |                                    |
| 2017년 | 영화 | [물속의 숨쉬는법]             | 경찰관 역        | 제22회 부산국제영화제 뉴커런츠부분 |
| 2017년 | 영화 | [홈런]                        | 임시교사 역      | 대구단편영화제 개막작              |
| 2016년 | 영화 | [ㄴ를위한 노력]               | 지수 역          |                                    |
| 2016년 | 영화 | [그래서,그렇지만,그렇게]      | 병태 역          |                                    |

## 극작&연출 이력

### 연극&뮤지컬
| 연도   | 장르   | 재목                        | 역할      |
| 2023년 | 연극   | [무좀]                      | 작,연출   |
| 2023년 | 연극   | [12만KM]                    | 극작      |
| 2022년 | 연극   | [폭격]                      | 작,연출   |
| 2022년 | 연극   | [장난감도시]                | 각색,연출 |
| 2022년 | 연극   | [최후의남자]                | 각색,연출 |
| 2021년 | 연극   | [마음속사거리좌회전]        | 작,연출   |
| 2021년 | 연극   | [나의 어린왕자에게]         | 작,연출   |
| 2021년 | 연극   | [12만KM]                    | 작,연출   |
| 2020년 | 뮤지컬 | [미러톡]                    | 각색,연출 |
| 2020년 | 연극   | [어느공원이야기]            | 대본,연출 |
| 2020년 | 연극   | [더 프론트 라인]            | 작,연출   |
| 2019년 | 연극   | [12만KM]                    | 작,연출   |
| 2019년 | 연극   | [올 모스트메인]             | 각색,연출 |
| 2018년 | 연극   | [무좀]                      | 작,연출   |
| 2018년 | 연극   | [순간에서:일곱개의 시선]    | 작,연출   |
| 2017년 | 연극   | [무좀]                      | 작,연출   |
| 2017년 | 연극   | [어른동화]                  | 극작      |
| 2017년 | 연극   | [마음속사거리좌회전]        | 작,연출   |
| 2017년 | 연극   | [오이디푸스:운명을거부한자] | 각색,연출 |
| 2016년 | 연극   | [춘천거기]                  | 제작감독  |
| 2016년 | 연극   | [올 모스트메인]             | 각색,연출 |
| 2015년 | 연극   | [마지막20분동안 말하다]     | 제작감독  |
| 2015년 | 연극   | [아리랑]                    | 극작      |
| 2014년 | 연극   | [아트]                      | 제작감독  |
| 2013년 | 뮤지컬 | [죽음이 남긴 사랑꽃]        | 극작      |
| 2013년 | 연극   | [겨울에 피는 꽃]            | 극작      |
| 2013년 | 뮤지컬 | [자유의불씨 2.28]           | 작,연출   |
| 2013년 | 연극   | [꽃마차는 달려간다]         | 조연출    |
| 2013년 | 뮤지컬 | [부용지애]                  | 조연출    |
| 2013년 | 연극   | [게스트]                    | 극작      |
| 2012년 | 연극   | [해밀]                      | 극작      |
| 2012년 | 연극   | [백열등:주광성벌레들]       | 극작      |